# Согер, Элин
Элин Согер (швед. Elin Såger, 1614—1669) — жительница города Або (Турку) в Шведской Финляндии. После смерти своего мужа руководила основанным им торговым домом и железоделательными заводами. Известна как одна из первых женщин-предпринимателей.

## Биография
Элин Согер всю жизнь прожила в столице Шведской Финляндии городе Або (Турку). Она родилась 30 июня 1614 года в семье богатого купца Юхана Согера (ум. 1632) и его жены Элин Плагман. В 1631 году её выдали замуж за богатого немецкого (любекского) купца Петера Торвосте (ок. 1600—1659), который в начале 1620-х годах переехал из Германии в Стокгольм, а в 1630 году обосновался в Финляндии (в Турку). В семье родились десять детей, из которых двое умерли в младенчестве. Петер Торвосте активно вёл торговлю с Европой, купил на заёмные деньги сначала один, затем второй, затем и третий корабль, был владельцем железоделательных заводов. В 1649 году он основал существующую до настоящего времени компания Fiskars.
Её муж скончался в 1659 году. Оставшись вдовой в 45 лет, Элин Согер (в то время в Швеции после замужества женщины свою фамилию не меняли) не стала передавать управление имущества в чьи-то руки, хотя у неё к тому моменту было уже четыре зятя, и всеми делами стала заниматься сама — и в торговом доме в Турку, и на трёх железоделательных заводах. Проблемы управления были связаны с тем, что у её мужа имелись существенные долги, в том числе перед иностранными кредиторами. Ей удалось договориться с чиновниками, получить налоговые и другие льготы — и в результате кредиторы не смогли забрать имущество, а заводы смогли продолжать производство. Известно, что Согер была в высшей степени жёстким руководителем — она требовала от работников полного повиновения, а уволить могла за малейшие провинности. Несмотря на то, что у неё время от времени возникали крупные неприятности (среди которых — пожары в 1664 и 1665 годах на одном из её заводов), она вполне успешно с ними справлялась.
Умерла 14 августа 1669 года. Захоронена рядом с мужем в Кафедральном соборе Турку. Сохранилась похоронная речь, в которой Элин Согер была названа богобоязненной и добродетельной.
Среди её детей наиболее известны Юхан (ок. 1636—1712) и Петер (ок. 1640—1703), между которыми было разделено имущество, которым управляла Элин Согер.